# Куяново (Мензелинский район)
Куяново — деревня в Мензелинском районе Татарстана. Входит в Бикбуловское сельское поселение.

## География
Расположена на правом берегу реки Брустанки, в 19 км к юго-востоку от города Мензелинска.

## История
Деревня известна с 1680 года под названием Пустошь по Маткауш речке.
В XVIII – первой половине XIX века жители относились к сословию государственных крестьян. Основные занятия жителей в этот период – земледелие и скотоводство, были распространены пчеловодство, подёнщина.
В начале XX века в деревне действовали мечеть (с 1911 г.) и мектеб. Земельный надел сельской общины составлял 292 десятины.
До 1920 года деревня входила в Старо-Мелькенскую волость Мензелинского уезда Уфимской губернии. С 1920 года в составе Мензелинского кантона ТАССР. С 10 августа 1930 года в Мензелинском, с 19 февраля 1944 года в Матвеевском, с 19 ноября 1954 года в Мензелинском районах.
В 1929 году в деревне организован колхоз «Кызыл корэшче», в 1930 году – сельхозартель «Дружный», в 1950 году вошла в состав колхоза «Просвет второй пятилетки», с 1999 – сельскохозяйственного производственного кооператива «Омет», с 2006 – общества с ограниченной ответственностью «Агрофирма «Мензелинские зори».
До 2006 года работала начальная школа.

## Население
| 1795 | 1859 | 1870 | 1884 | 1906 | 1913 | 1920 | 1926 | 1938 | 1958 | 1970 | 1979 | 1989 | 2002 | 2010 | 2017 |
| ---- | ---- | ---- | ---- | ---- | ---- | ---- | ---- | ---- | ---- | ---- | ---- | ---- | ---- | ---- | ---- |
| 67   | 121  | 576  | 177  | 261  | 312  | 341  | 321  | 200  | 385  | 345  | 252  | 125  | 67   | 54   | 32   |

Национальный состав села — татары.

## Экономика
Жители деревни занимаются полеводством, мясо-молочным скотоводством.

## Инфраструктура
В деревне действуют клуб, библиотека, фельдшерско-акушерский пункт.